# Knight & Kilbourne Company
Knight & Kilbourne Company war ein US-amerikanischer Hersteller von Motoren und Automobilen.

## Unternehmensgeschichte
Charles Yale Knight hatte 1903 oder 1904 den Schiebermotor entwickelt. Zusammen mit dem Kapitalgeber L. B. Kilbourne gründete er 1905 das Unternehmen in Chicago in Illinois. Zusammen stellten sie Motoren und Automobile her. Der Markenname lautete Silent Knight, auch Silent-Knight geschrieben. 1907 endete die Fahrzeugproduktion. Insgesamt entstanden weniger als 50 Fahrzeuge, die allerdings auch zur weiteren Promotion für das Patent dienten. Es ist unklar, wann das Unternehmen aufgelöst wurde.

## Fahrzeuge
Im Angebot stand nur ein Modell. Es hatte einen Vierzylindermotor mit 114,3 mm Bohrung, 139,7 mm Hub und 5734 cm³ Hubraum. Der Motor war mit 30/40 PS angegeben und leistete 30 PS. Das Fahrgestell kam von Garford. Der Radstand betrug 284 cm. Einzige Karosserieform war ein offener Tourenwagen mit fünf Sitzen. Der Neupreis betrug 3500 US-Dollar.
Die Fahrzeuge bewährten sich nicht. Eine Quelle meint, dass sie schlecht zusammengebaut waren.
Ein Fahrzeug nahm 1906 an der Glidden Tour teil, fiel aber bereits am ersten Tag aus.

## Patentverwertung
Knights Schiebermotor-Patent war nur eines unter mehreren. Der internationalen Verwertung kam im Unternehmen wohl größere Bedeutung zu als den selber produzierten Automobilen. Tatsächlich wurde das Knight-System das am weitesten verbreitete seiner Art. Im Vereinigten Königreich wurde 1905 Knights erstes Patent für die Ausführung mit einem Schieber pro Zylinder ausgestellt. Ein weiteres für einen solchen mit zwei Schiebern folgte 1908. Ab 1907 bereiste Charles Knight Europa und verkaufte Lizenzen seines Motors. Zu den Lizenznehmern gehörten in den Vereinigten Staaten Willys-Overland (John North Willys war ein vehementer Verfechter des Prinzips und der Willys-Knight war das verbreitetste Fahrzeug dieser Art) und F. B. Stearns Company (Stearmns-Knight).
British Daimler erwarb das Exklusivrecht für Großbritannien; weitere Abnehmer waren insbesondere die Daimler-Motoren-Gesellschaft, Minerva Motors und Panhard & Levassor.
1911 verklagte die Knight & Kilbourne Company Argyll Motors auf Patentrechtsverletzung, weil dieser schottische Motorfahrzeughersteller nicht lizenzierte Schiebermotoren System Burt-McCollum verwendete. Im Juli 1912 verlor Knight & Kilbourne diesen Prozess.